# 四川蒙古族
四川蒙古族，是指居住在四川一带的蒙古族人。四川蒙古族的主要来源是元代随蒙古军入川的蒙古人，在明代亦有少数蒙古人，另有一部分源于清代隶属于蒙古八旗的军人。根据2004年的资料，四川一共有1万馀名蒙古族人，主要分布在成都市、彭水县、凉山州的木里县和盐源县，以及泸沽湖一带，无较大的聚居地。泸沽湖畔的蒙古族人较多，占四川蒙古族的3/4左右。四川的蒙古族多数与汉族融合，亦有与藏族、彝族等民族融合的情况。

## 著名人物
- 余杰：流亡美國的中國異議作家